# 松花堂弁当
松花堂弁当（しょうかどうべんとう）は、中に十字形の仕切りがあり、縁の高いかぶせ蓋のある弁当箱を用いた弁当。
仕切りのそれぞれに刺身、焼き物、煮物、飯などを見栄え良く配置する。盛り分様式としては、ごはんと数種類のおかずを組み合わせたものであり、幕の内弁当に似ているとも言え、しばしば混同もみられる。
「松花堂」の名は、江戸時代初期の石清水八幡宮（京都府八幡市）の社僧であった松花堂昭乗（1584年（天正12年） - 1639年（寛永16年））に因むものである。昭乗は、農家が種入れとして使っていた器をヒントにこの形の器を作り、絵具箱や煙草盆として使用していた。
その入れ物が松花堂弁当に発展したのは、それから数百年を経た昭和の初め、1933年頃とされる。貴志彌右衛門の大阪（桜宮）邸内の茶室「松花堂」で茶事が催された折、彌右衛門が後年日本屈指の名料亭「吉兆」の創始者となる湯木貞一に、この器で茶懐石の弁当をつくるようにと命じたのがはじまりである（昭和8年「西田幾多郎日記」　太田喜二郎「絵茶會記」より）。その後、毎日新聞が「吉兆前菜」として取り上げたことで話題となり、松花堂弁当の名が広まった。十字形の仕切りがあることで、見た目が美しいだけでなく、互いに味や匂いが移らないと考えたためである。湯木は、他家から松花堂弁当の依頼を受けると、その都度貴志家への挨拶を怠らなかったという。
異説として「松花堂昭乗が、上記の十字の仕切りがはいった箱に料理を盛って、来客をもてなした」とするものもあるが、おそらくこれは後世の創作、あるいは誤解に基づくものであるとされている。